# Roddie Edmonds

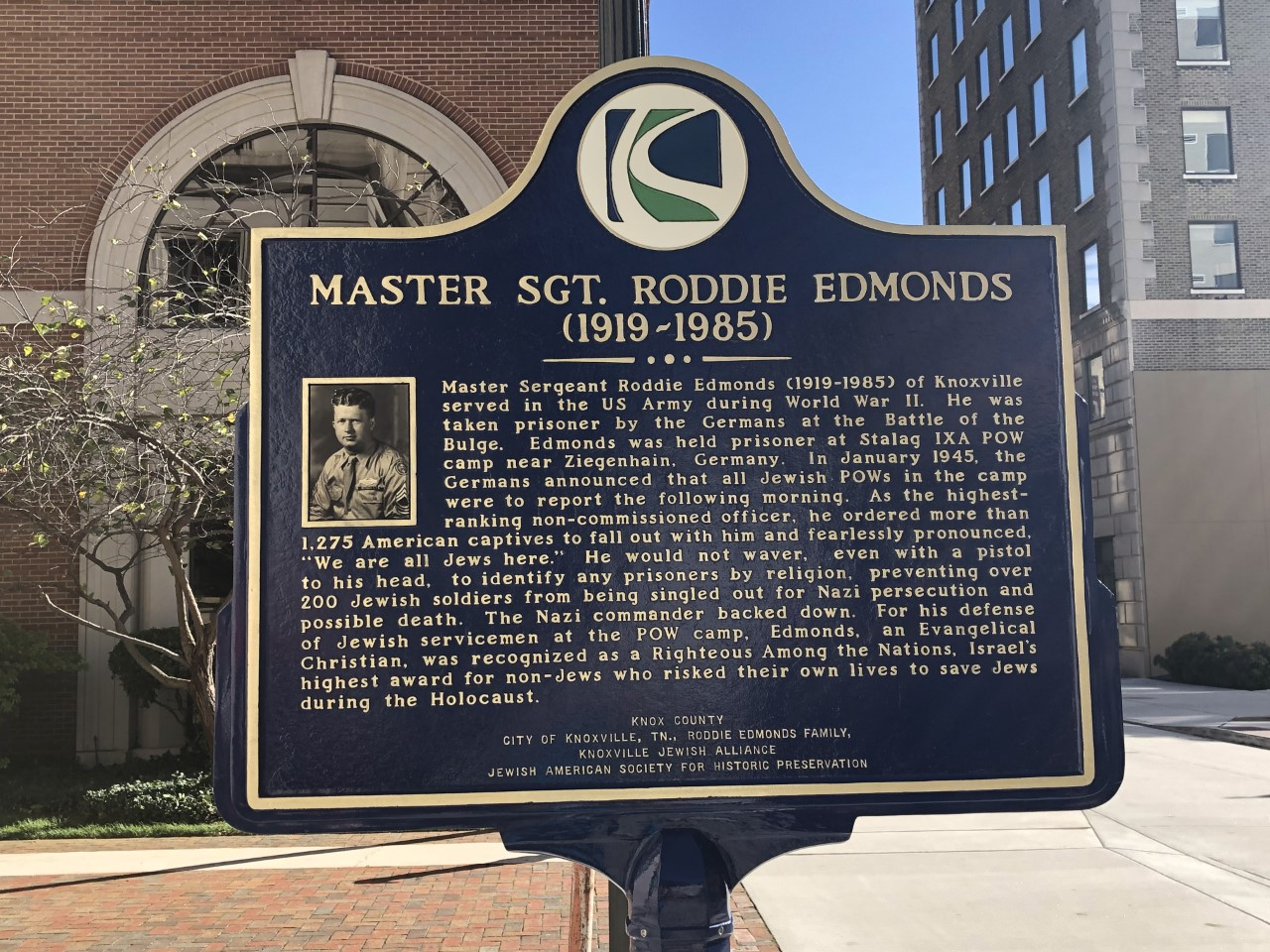
Gedenktafel für Roddie Edmonds samt Porträt in Knoxville, Tennessee

Master Sergeant Roderick W. Edmonds (* 20. August 1919 in Knoxville, Tennessee; † 8. August 1985 in Knoxville, Tennessee) war US-Soldat der 106th Infantry Division, 422nd Infantry Regiment, der United States Army während des Zweiten Weltkrieges. Edmonds geriet in deutsche Kriegsgefangenschaft und war höchstrangiger U.S.-Unteroffizier im Kriegsgefangenenlager Stalag IX A in Trutzhain bei Ziegenhain in Hessen. Er verhinderte durch seine Verweigerung jeglicher Mithilfe die Aussonderung von schätzungsweise 200 jüdischen US-Soldaten aus dem Lager und schützte sie so vor weiterer Verfolgung und möglicherweise vor dem Tod.
Für seinen Einsatz zum Schutz seiner jüdischen Kameraden im Kriegsgefangenenlager wurde Edmonds vom Staat Israel mit dem Ehrentitel eines „Gerechten unter den Völkern“ ausgezeichnet, welcher an Nicht-Juden verliehen wird, die unter Inkaufnahme persönlicher Nachteile und Risiken Juden vor dem Holocaust geschützt haben. Unter den rund 25.000 damit ausgezeichneten Menschen war Edmonds der fünfte US-Amerikaner und unter diesen der einzige im Zweiten Weltkrieg aktive US-Soldat. Seine Taten waren 2016 Gegenstand einer Rede von US-Präsident Barack Obama in der israelischen Botschaft in Washington, D.C.

## Biographie

### Frühe Jahre
Roderick W. „Roddie“ Edmonds wurde als einer von insgesamt vier Brüdern (Thomas „Shake“ Edmonds Jr., Leon Edmonds und Robert Edmonds) am 20. August 1919 in South Knoxville, Tennessee, geboren und graduierte im Jahr 1938 von der Knoxville High School. Er wuchs in South Knoxville auf und besuchte dort eine Methodistische Kirche.

### Zweiter Weltkrieg
Am 17. März 1941 rückte Edmonds in Fort Oglethorpe zum Militärdienst in der US-Armee ein, wo er schnell bis zum Rang eines Master Sergeant aufstieg.
Edmonds kam, zusammen mit anderen unerfahrenen Soldaten, im Dezember 1944 und damit nur fünf Tage vor dem letzten deutschen Großangriff, der Ardennenoffensive, mit der 106th Infantry Division im Kriegsgebiet an. Während der Schlacht wurde Edmonds am 19. Dezember 1944 gefangen genommen und in das Kriegsgefangenenlager Stalag IX B verbracht. Kurz darauf wurde er, zusammen mit Mannschaftsdienstgraden, in das Kriegsgefangenenlage Stalag IX A überführt. Als höchstrangiger Unteroffizier (noncommissioned officer) vor Ort war Master Sergeant Edmonds für die 1275 US-Gefangenen im Lager verantwortlich.
An seinem ersten Tag im Stalag IX A, dem 27. Januar 1945, erhielt Edmonds von Lagerkommandanten Major Siegmann den Befehl, beim nächsten Morgenappel nur die Juden unter den US-Soldaten antreten zu lassen, um diese von den anderen Kriegsgefangenen auszusondern.
Edmonds befahl stattdessen am nächsten Morgen allen 1275 US-Kriegsgefangenen außerhalb ihrer Baracken anzutreten. Lagerkommandant Major Siegmann ging Edmonds daraufhin wutentbrannt an, hielt eine Pistole an Edmonds Kopf und verlangte, die jüdischen Soldaten unter seinem Kommando zu identifizieren. Edmonds antwortete hingegen: „We are all Jews here“ („Wir alle hier sind Juden“) und erklärte Siegmann, dass er, wenn er die Juden unbedingt erschießen wolle, alle US-Gefangenen erschießen müsse. Edmonds warnte Siegmann, dass er, wenn er auch nur einem seiner Männer etwas antun sollte, nach dem Krieg als Kriegsverbrecher verfolgt würde, da Kriegsgefangene gemäß den Genfer Konventionen lediglich ihren Namen, Rang und Dienstnummer, nicht aber ihre Religionszugehörigkeit nennen müssen. Daraufhin gab Lagerkommandant Siegmann nach.
Edmonds Einsatz wird für die Rettung von bis zu 200 jüdischen US-Soldaten vor dem möglichen Tod verantwortlich gemacht.
Nach 100 Tagen in Gefangenschaft kehrte Edmonds aus dem Krieg nach Hause zurück, behielt die Ereignisse im Kriegsgefangenenlager aber für sich.

### Nachkriegszeit
Edmonds erzählte seiner Familie niemals von seinen Taten im Kriegsgefangenenlager. Im Koreakrieg wurde Edmonds erneut rekrutiert. Nach seiner Rückkehr aus Korea arbeitete er verschiedentlich für das Knoxville Journal und als Verkäufer von mobile homes und Kabelfernseher.
Edmonds starb am 8. August 1985 in seinem Heimatort Knoxville, Tennessee ohne jemals irgendeine offizielle Anerkennung, ehrenhafte Erwähnung oder Medaille für seinen Einsatz zum Schutz der jüdischen Kriegsgefangenen erhalten zu haben.

## Posthume Würdigung
Nach seinem Tod 1985 übergab Edmonds Frau seinem Sohn, dem Baptisten-Pfarrer Chris Edmonds, einige der Tagebücher seines Vaters aus der Zeit im Kriegsgefangenenlager. Chris Edmonds begann daraufhin die Lebensgeschichte seines Vaters zu erforschen und entdeckte dabei eine Erwähnung der Vorkommnisse im Lager. In der Folge machte er mehrere der jüdischen US-Soldaten des Lagers ausfindig, die Zeugenaussagen für Yad Vashem abgaben. Unter den geretteten jüdischen US-Kriegsgefangenen war auch der spätere Fernsehmoderator Sonny Fox, der Edmonds Taten miterlebt hatte und in Interviews schilderte.
Am 10. Februar 2015 wurde Edmonds schließlich von Yad Vashem als „Gerechter unter den Völkern“ anerkannt, der höchsten von Israels vergebenen Ehrung für Nicht-Juden, die persönliche Nachteile und Risiken zur Rettung von Juden vor dem Holocaust eingegangen sind. Die Verleihungszeremonie fand am 27. Januar 2016 in der israelischen Botschaft in Washington D.C. in Anwesenheit des damaligen US-Präsidenten Barack Obama statt, der Edmonds Taten „above and beyond the call of duty“ und dessen Solidaritätsbekundung mit seinen jüdischen Kameraden würdigte. Chris Edmonds nahm bei der Zeremonie stellvertretend für seinen verstorbenen Vater Medaille und Anerkennungsurkunde vom israelischen Botschafter Ron Dermer und dem Ratsvorsitzenden von Yad Vashem Rabbi Lau entgegen.

“Master Sergeant Roddie Edmonds seemed like an ordinary American soldier, but he had an extraordinary sense of responsibility and dedication to his fellow human beings,”

Chris Edmonds war bestrebt, dass sein Vater für seine Tapferkeit postum mit der Medal of Honor ausgezeichnet wird. Seitens der U.S. Army musste das unter Verweis auf seinen Status als Kriegsgefangener abgelehnt werden, da die Medal of Honour nur für Tapferkeit im Gefecht vorgesehen ist.
Am 15. November 2020 wurde eine von der Jewish American Society for Historic Preservation mit Unterstützung der Knoxville Jewish Alliance gespendete Gedenktafel für Roddie Edmonds in dessen Heimatort in Knoxville, Tennessee, aufgestellt.